# Kloster Tironneau
Das Kloster Tironneau (Thironneau, Tyronneau; Tyronnellus) war eine Zisterzienserabtei in Frankreich. Es lag in der Gemeinde St-Aignan im Département Sarthe, Region Pays de la Loire, 18 km südlich von Mamers, an der Grenze zur Gemeinde Marolles-les-Braults und am Ufer der Orne Saosnoise (nicht zu verwechseln mit dem nahegelegenen Fluss Orne) in der Nähe des Hofs les Harriers (Grand Harrier), der früher eine Grangie des Klosters war. 

## Geschichte
Die Abtei wurde im Jahr 1149 (oder 1151) vom Grundherren Patri de Sourches mit Unterstützung seiner Mutter Guimburge gegründet und von Mönchen aus dem Kloster St-André-de-Gouffern in der Normandie besiedelt, einem Tochterkloster von Kloster Savigny, dessen Kongregation sich 1147 in der Filiation der Primarabtei Clairvaux dem Zisterzienserorden angeschlossen hatte. Der erste Abt hieß Haraud. Das zuletzt mit fünf Mönchen besetzte Kloster wurde während der französischen Revolution 1790 aufgehoben, die Güter wurden Charles Boulanger und Jacques Hardouin-Desnos für 37.000 Pfund zugesprochen. In diesem Jahr standen noch die kreuzförmige, teilweise gewölbte Kirche, das Mönchshaus mit dem alten Refektorium, das Abtshaus, ein großer Hof mit Wirtschaftsgebäuden, das Pfortenhaus und eine Mühle.

## Bauten und Anlage
Die Anlage ist inzwischen fast vollständig verschwunden; die Kirche wurde in den ersten Jahren des 19. Jahrhunderts abgebrochen. Das Abtshaus ist gegen Ende des 19. Jahrhunderts vollständig abgegangen. Weitere Gebäude wurden 1946 abgebrochen. Von der Mühle sind noch Fundamente sichtbar, während eine Scheune noch aufrecht steht. Einige figürliche Fragmente sind aufgefunden worden.